# ماثيوس سيلفا
ماثيوس سيلفا (8 ديسمبر 1996 بتابواو دا سيرا في البرازيل - ) هو لاعب كرة قدم برازيلي في مركز الوسط. لعب مع سان خوسيه إيرثكويكس.

## وصلات خارجية
- ماثيوس سيلفا على موقع الدوري الأمريكي (الإنجليزية)
- ماثيوس سيلفا على موقع قاعدة بيانات كرة القدم.إي يو (الإنجليزية)
- ماثيوس سيلفا على موقع Soccerbase.com (لاعب) (الإنجليزية)
- ماثيوس سيلفا على موقع Soccerway.com (الإنجليزية)
- ماثيوس سيلفا على موقع عالم كرة القدم.نت (الإنجليزية)
- ماثيوس سيلفا على موقع AS.com (الإسبانية)